# Kakadu różowa
Kakadu różowa (Eolophus roseicapilla) – gatunek średniej wielkości ptaka z rodziny kakaduowatych (Cacatuidae), jedyny przedstawiciel rodzaju Eolophus. Zamieszkuje prawie całą Australię (oprócz bardzo wilgotnych północnych wybrzeży). Introdukowana na nowozelandzką Wyspę Północną i kilka wysepek u jej wybrzeży. Jest najbardziej rozpowszechnioną kakadu i najliczniejszą papugą świata.

## Podgatunki i zasięg występowania
Obecnie zwykle wyróżnia się trzy podgatunki E. roseicapilla:
- E. r. albiceps Schodde, 1989 – wschodnio-środkowa i wschodnia Australia na południe po Tasmanię
- E. r. kuhli (Mathews, 1912) – północna Australia
- E. r. roseicapilla (Vieillot, 1817) – zachodnia i zachodnio-środkowa Australia

## Charakterystyka
Wygląd zewnętrznyWierzch ciała popielaty. Ogon i skrzydła są ciemniejsze. Spód ciała jest intensywnie różowy (wyjątek stanowią podogonowe pióra pokrywowe, które są popielate). Głowa od czoła do barku jest biała, z czerwonym nalotem. Posiada czub na głowie, który może stroszyć. Pierścień wokół oka jest szaro-czerwony, dziób – o barwie rogu, nogi szare.
Wymiarydł. ciała: 34–38 cm
Masa ciała300–400 g
ZachowanieŻyje w licznych stadach przy zbiornikach wodnych, w miejscach żeru i odpoczynku. Pary łączą się na całe życie i bronią swojego terytorium przed konkurentami. Wydają bardzo charakterystyczne wysokie okrzyki, brzmiące jak tszil, tszil. Czasami można usłyszeć też chrapliwy skrzek.

## Środowisko
Otwarte przestrzenie porośnięte pojedynczymi drzewami, zazwyczaj w pobliżu zbiorników wodnych oraz obszary zagospodarowane przez człowieka.

## Pożywienie
Żywią się ziarnem i owocami, a na terenach rolniczych zbożem, korzonkami, kiełkującymi roślinami, kłosami traw oraz owadami.

## Lęgi
GniazdoW dziuplach drzew, gdzie zrywają korę wokół otworu, a wewnątrz wyściełają je liśćmi eukaliptusowymi. Niekiedy też gniazdują w szczelinach skalnych.
Jaja i wysiadywanieSamica składa 2 do 5 białych jaj. Wysiaduje samica przez okres około 30 dni.
PisklętaMłode rodzą się pozbawione upierzenia. Są karmione przez oboje rodziców. Młode ptaki zbierają się w dużych stadach na drzewach, gdzie przez 6–8 tygodni są jeszcze dokarmiane. Następnie przez okres 2–3 lat wędrują stadnie, aż do momentu pierwszych lęgów.

## Status
Międzynarodowa Unia Ochrony Przyrody (IUCN) uznaje kakadu różową za gatunek najmniejszej troski (LC – least concern) nieprzerwanie od 1988 roku. Całkowita liczebność populacji nie została oszacowana, ale ptak ten opisywany jest jako pospolity. Trend liczebności populacji uznaje się za wzrostowy. Introdukowana populacja z Nowej Zelandii prawdopodobnie liczy nie więcej niż 100 osobników.